# Томск
Томск (на руски: Томск) е град в Русия, административен център на Томска област в Западен Сибир. Населението му към 2016 г. е около 569 428 души, което го поставя на 34-то място по население в страната. Градът е известен с разкошната си дървена архитектура.

## История

### Ранни години
Селището е основано през 1604 година, а през 1629 година получава статут на град. На 20 януари 1604 г. в Москва в двора на руския цар Борис Годунов пристигат пратеници, начело с княза на еущинските татари Тоян, които молят земите им да минат под властта на Руското царство, а на брега на река Том да бъде издигната крепост за защита от войнствените съседи на еущинците – енисейските киргизи и калмиките. На 25 март цар Борис Годунов изпраща водача на казаците Гавраил Писемски и Василий Тирков от Тоболск със задача да основат крепост на брега на река Том, на татарска територия, и да приобщят обработваемите земи и жителите в околността към Руската държава. Томската крепост е построена на южния склон на Воскресенския хълм, над десния бряг на река Том, на 60 km от мястото, където тя се влива в Об и в близост до устието на малката река Ушайка. Към 7 октомври 1604 г. всички строителни работи са приключили.
Томск е важен стратегически военен център през целия XVII век, като подсигурява безопасността на местното население – през 1614 г., 1617 г., 1657 г. и 1698 г. успешно отблъсква номадските набези. През XVIII век руската държавна граница се премества далеч на юг и на изток, нападенията престават и Томск губи своето значение на отбранителен център. От средата на XVIII век до съветската епоха Томск е място за заточение – сред изпратенита в изгнание там са Ибрахим Ханибал, Гаврил Батенков, Михаил Бакунин, Николай Ердман, Густав Шпет, Николай Клюев. През 1719 г. Томск влиза в пределите на Енисейската провинция, през 1726 г. – на Тоболската, а през 1782 г. получава статут на областен град в Тоболската губерния. След създаването на Сибирския тракт (сухопътен търговски маршрут от европейската част на Русия до Китай), минаващ от Москва през Томск до Кяхта в Задбайкалието, градът се превръща във важен център на транзитна търговия.

### Център на Томска губерния
Постепенно Томск се разраства и достига до статут на регионален административен център – през 1804 г. се превръща в център на обширната Томска губерния, която включва територии от днешните Република Алтай, Алтайски край, Кемеровска, Новосибирска и Томска област, Източноказахстанска област в днешен Казахстан, западните части от Хакасия и Красноярския край. В началото на XIX век, с цел подсигуряване на по-добри перспективи за развитие на града, е създаден Общ градоустройствен план за развитие. Първоначалният проект за планиране, реконструкция и развитие на града, съставен от томския геодезист С. Зверев през 1820 – 1824 г., е предоставен за експертиза от В. Гесте през 1824 г. Гесте внася промени в проекта и да го връща „за проверка на местоположението" в Томск. Вариантът, предложен от петербургския архитект е разгледан в Томск, като са изказани забележки относно това дали той е достатъчно съобразен с топографията и други местни условия на околната среда.
Проектът отново постъпва в бюрото в Петербург, където се уточнява, че става въпрос за „забележките от Томск". Проектът включва значително увеличение на градските зони и площади, като в основата на планировката са залегнали особеностите в релефа на местността. В южната част на града, на хълма Юрта, е проектиран нов градски център, като планираният комплекс от едромащабни административни сгради трябва да образува ансамбъл със свързания чрез Почтамската улица Градски площад. Център на целия комплекс се планира да бъде Православната катедрала. След окончателното утвърждаване на местоположението Общият градоустройствен план е одобрен от император Николай I.
В началото на XIX век градът се превръща не само в административен, но и в културен и икономически център на Югозападен Сибир. От началото на 30-те години населението на Томск нараства бързо, благодарение на увеличаващото се производство на злато в Сибир. Този процес продължава до средата на XIX век. При строителството на Транссибирската железопътна линия в края на XIX век мястото за пресичане на река Об е избрано значително по на юг от Томск – там се формира ново селище, което по-късно се нарича Новосибирск, а днес е третият по големина град в Руската федерация. Томск се оказва встрани от железопътната линия, и въпреки че през 1896 г. е построена железопътно отклонение до него, това не помага на икономиката на града и той постепенно губи своята значимост на транспортен възел.

### XX век
През втората половина на XIX – началото на XX век Томск е един от центровете на сибирския регионализъм, един от лидерите на който е видният руски учен Григорий Потанин. През август 1917 г., по време на Руската революция, на Общосибирска конференция на обществените организации в Томск е приета „Резолюция по въпроса за автономията на Сибир“. През първата половина на октомври същата година, също в Томск, е избран Сибирски областен съвет. Съветският режим в Томск е обявен на 6 декември 1917 г., а на 26 януари 1918 г. Томският градски съвет разпуска Сибирската областна Дума. В резултат на Чехословашкия метеж на 31 май 1918 г. Томск преминава под властта на белогвардейците. През март 1919 г., нелегалната болшевишка партия под ръководството на Илмер подготвя въстание, но е разкрита, а участниците ѝ – разстреляни.

## География
Томск е разположен в Западносибирската равнина, главно на десния бряг на река Том, в югозападната част на Сибирския федерален окръг. Площта на града е 294,6 км². На 12 km северно от града е разположен затворения град Северск (преди наричан Томск-7).

### Климат
Климатът в Томск е умереноконтинентален, граничещ със субарктичен. Средната годишна температура е 0,9 °C, средната влажност на въздуха е 76%, а средните годишни валежи са около 567 mm.
| Климатични данни за Томск             | Климатични данни за Томск | Климатични данни за Томск | Климатични данни за Томск | Климатични данни за Томск | Климатични данни за Томск | Климатични данни за Томск | Климатични данни за Томск | Климатични данни за Томск | Климатични данни за Томск | Климатични данни за Томск | Климатични данни за Томск | Климатични данни за Томск | Климатични данни за Томск |
| Месеци                                | яну.                      | фев.                      | март                      | апр.                      | май                       | юни                       | юли                       | авг.                      | сеп.                      | окт.                      | ное.                      | дек.                      | Годишно                   |
| Абсолютни максимални температури (°C) | 3,7                       | 7,5                       | 17,7                      | 26,5                      | 34,4                      | 34,7                      | 35,1                      | 33,8                      | 31,7                      | 25,1                      | 11,6                      | 6,5                       | 35,1                      |
| Средни максимални температури (°C)    | −13                       | −9,6                      | −1,1                      | 7,0                       | 17,5                      | 22,3                      | 24,8                      | 21,7                      | 14,4                      | 6,0                       | −4,7                      | −11,1                     | 6,2                       |
| Средни температури (°C)               | −17,1                     | −14,7                     | −7                        | 1,3                       | 10,4                      | 15,9                      | 18,7                      | 15,7                      | 9,0                       | 1,7                       | −8,3                      | −15,1                     | 0,9                       |
| Средни минимални температури (°C)     | −20,9                     | −18,9                     | −12                       | −3,3                      | 4,7                       | 10,5                      | 13,7                      | 11,0                      | 5,1                       | −1,4                      | −11,4                     | −18,9                     | −3,5                      |
| Абсолютни минимални температури (°C)  | −55                       | −51,3                     | −42,4                     | −31,1                     | −17,5                     | −3,5                      | 1,5                       | −1,6                      | −8,1                      | −29,1                     | −48,3                     | −50                       | −55                       |
| Средни месечни валежи (mm)            | 35                        | 24                        | 25                        | 33                        | 41                        | 60                        | 75                        | 67                        | 50                        | 56                        | 52                        | 49                        | 567                       |
| ------------------------------------- | ------------------------- | ------------------------- | ------------------------- | ------------------------- | ------------------------- | ------------------------- | ------------------------- | ------------------------- | ------------------------- | ------------------------- | ------------------------- | ------------------------- | ------------------------- |
| Източник: Погода и Кклимат            |                           |                           |                           |                           |                           |                           |                           |                           |                           |                           |                           |                           |                           |

## Население
| 1604    | 1620    | 1646    | 1699    | 1745    | 1795    | 1801    | 1825    |
| ------- | ------- | ------- | ------- | ------- | ------- | ------- | ------- |
| 90      | 238     | 1045    | 918     | 5762    | 4788    | 7125    | 10 867  |
| 1840    | 1856    | 1866    | 1880    | 1897    | 1911    | 1917    | 1923    |
| 11 700  | 20 200  | 22 753  | 33 800  | 52 221  | 111 417 | 101 129 | 75 680  |
| 1931    | 1939    | 1956    | 1959    | 1962    | 1967    | 1973    | 1976    |
| 100 700 | 145 000 | 224 000 | 248 823 | 275 000 | 324 000 | 374 000 | 398 000 |
| 1979    | 1982    | 1986    | 1989    | 1992    | 1996    | 1998    | 2000    |
| 420 730 | 449 000 | 474 000 | 501 963 | 505 000 | 473 000 | 478 000 | 482 100 |
| 2002    | 2004    | 2006    | 2008    | 2010    | 2012    | 2014    | 2016    |
| 487 838 | 488 299 | 489 900 | 496 500 | 524 669 | 539 205 | 557 179 | 569 428 |

### Етнически състав
Към 2010 г. населението на Томск е представено от: 91,76% руснаци, 1,72% татари, 0,98% украинци, 0,74% немци, 0,63% узбеки, 0,56% азербайджанци и други.

## Управление
Градът е разделен на 2 административни окръга, които се разделят по на 2 района:
- Южен окръг (Кировски и Съветски район)
- Северен окръг (Ленински и Октомврийски район)

## Икономика
Развита е нефтопреработвателната, фармацевтичната, машиностроителната и хранително-вкусовата промишленост. В града работят 3 ТЕЦ, които не успяват да покрият енергийните нужди на града. Томск има най-старата електроразпределителна мрежа в Сибир.

### Транспорт
Томск разполага с жп гара, която се намира на 50 km от главната линия на Транссибирската магистрала. Има и летище.
Градският транспорт е представен от 11 автобусни, 8 тролейбусни и 5 трамвайни линии.

## Известни личности
Родени в Томск
- Юлий Буркин (р. 1960), писател
- Игор Домников (1959 – 2000), журналист
- Саша Каун (р. 1985), баскетболист
- Вера Неболсина (р. 1989), шахматистка
- Николай Рукавишников (1932 – 2002), космонавт

Починали в Томск
- Вано Мурадели (1908 – 1970), грузински композитор
- Григорий Потанин (1835 – 1920), географ
- Николай Шулпинов (1885 – 1921), художник